# Sophia McDougall
Sophia McDougall (ur. 31 maja 1979 w Londynie) – brytyjska pisarka, dramatopisarka i poetka, najbardziej znana z serii Romanitas. Absolwentka Uniwersytetu Oksfordzkiego.

## Twórczość
- Romanitas (Romanitas, 2005)
- Rzym płonie (Rome Burning, 2007)
- Okrutne miasto (Savage City, 2010)